# Мемоарите на Шерлок Холмс
„Мемоарите на Шерлок Холмс“ (на английски: The Memoirs of Sherlock Holmes) е вторият сборник с 12 разказа на писателя Артър Конан Дойл за известния детектив Шерлок Холмс. Разказите са публикувани за пръв път като поредица в периода декември 1892 – декември 1893 г. в списание „Странд“. Сборникът като книга е публикуван в Англия през декември 1894 година в 10 хил. екземпляра.
Първото издание на сборника не включва историята „Картонената кутия“, вероятно по искане на Конан Дойл. Вярвало се е, че тъй като историята съдържа описание на прелюбодеяние, това ще е неприемливо за читателите в САЩ.
Тази сборник с разкази Конан Дойл е планирал да бъде последен, така че в разказа „Последен случай“ авторът „убива“ Шерлок Холмс.
| Име                       | Първо издание | Шерлок Холмс разследва ...                                                                                      |
| ------------------------- | ------------- | --- |
| Сребърен пламък           | 1892          | ... изчезването на жребеца на име „Сребърен пламък“ и убийството на треньора Джон Стрейкър.                     |
| Картонената кутия         | 1892          | ... ужасна пощенска пратка, в които са открити отрязани човешки уши.                                            |
| Жълтото лице              | 1893          | ... мистериозен случай, който е станал с г-н Мънро.                                                             |
| Писарят                   | 1893          | ... странна измама, но внезапно се разкрива по-тежко престъпление.                                              |
| Глория Скот               | 1893          | ... обстоятелствата, които са довели до смъртта на бащата на негов приятел.                                     |
| Ритуалът на рода Мъсгрейв | 1893          | ... изчезването на иконома в имението на негов съученик.                                                        |
| Земевладелецът от Райгейт | 1893          | ... убийството на Уилям Къруан, слуга в имението на богати земевладелци.                                        |
| Гърбавият                 | 1893          | ... трагичната смърт на полковник Баркли.                                                                       |
| Вечният болен             | 1893          | ... мистериозната история на д-р Тревелян и вечно болния му пациент.                                            |
| Преводачът грък           | 1893          | ... случая с преводачът грък, чийто живот е изложен на голяма опасност.                                         |
| Морският договор          | 1893          | ... кражбата на таен държавен договор.                                                                          |
| Последен случай           | 1893          | ... дейността на най-опасния престъпник на Англия – професор Мориарти, излагайки живота си на смъртна опасност. |